# La Chapelle-Aubareil
La Chapelle-Aubareil (trong tiếng Occitan La Chapela Albarelh) là một xã của Pháp, nằm ở tỉnh Dordogne trong vùng Aquitaine của Pháp. Xã này có diện tích 19,85 km2, dân số năm 2005 là 422 người. Xã nằm ở khu vực có độ cao trung bình 260 m trên mực nước biển.

## Hành chính
| Danh sách các xã trưởng                |             |                    |      |         |
| Giai đoạn                              | Giai đoạn   | Tên                | Đảng | Tư cách |
| tháng 3 năm 2001                       | đương nhiệm | Jean-Louis Lachèze | PS   | hưu trí |
| Tất cả các dữ liệu trước đây không rõ. |             |                    |      |         |

## Thông tin nhân khẩu
| Năm    | 1962 | 1968 | 1975 | 1982 | 1990 | 1999 | 2005 |
| ------ | ---- | ---- | ---- | ---- | ---- | ---- | ---- |
| Dân số | 386  | 333  | 280  | 308  | 330  | 373  | 422  |